# Potentilla arenosa
Potentilla arenosa är en rosväxtart som först beskrevs av Porphir Kiril Nicolai Stepanowitsch Turczaninow, och fick sitt nu gällande namn av Sergei Vasilievich Juzepczuk. Potentilla arenosa ingår i Fingerörtssläktet som ingår i familjen rosväxter. Utöver nominatformen finns också underarten P. a. pinnatisecta.